# Мамуджу (язык)
Мамуджу (индон. Bahasa Mamuju) — один из австронезийских языков, распространён на острове Сулавеси — в о́круге Мамуджу провинции Западный Сулавеси (Индонезия).
По данным Ethnologue, количество носителей данного языка составляло 60 тыс. чел. в 1991 году.
Письменность на основе латинской графики.

## Диалекты
Выделяют следующие диалекты: мамуджу, паданг, синьоньой, сумаре-рангас. Мамуджу считается престижным диалектом, на нём говорит примерно 5/6 всех носителей языка.